# أزمة ريو دي جانيرو الأمنية 2010
أزمة ريو دي جانيرو الأمنية في نوفمبر 2010 كانت هناك أزمة أمنية كبيرة في مدينة ريو دي جانيرو البرازيلية وبعض المدن المجاورة لها. بدأت الفصائل الإجرامية بتهريب المخدرات في المدينة في سلسلة من الهجمات ردًا على قيام الحكومة بوضع قوات شرطة دائمة في الأحياء الفقيرة في ريو.
رداً على الهجمات، بدأت قوات الشرطة المحلية بمساعدة الجيش البرازيلي وسلاح مشاة البحرية هجومًا واسع النطاق ضد اثنين من أكبر مقار تهريب المخدرات في المدينة، وتقع في فيلا كروزيرو ومجمع كومبليكسو دو أليماو المجاور. اعتبرت الحكومة ووسائل الإعلام المحلية العملية نجاحًا، حيث تمت مصادرة كمية كبيرة من المخدرات والأسلحة والأموال المحظورة.

## ملخص
اشتملت أعمال العنف التي قام بها تجار المخدرات على حرق السيارات والحافلات والشاحنات في الشوارع (تم حرق أكثر من 181 سيارة)، ونزاعات مسلحة بين الشرطة وتجار المخدرات في أماكن مختلفة من تلك المدن. نظرًا لارتفاع حالة الطوارئ تم استدعاء الشرطة المحلية، جنبًا إلى جنب مع الجيش البرازيلي ومشاة البحرية البرازيلية من أجل استعادة السلام في المدينة والهجوم المضاد على تجار المخدرات من خلال السيطرة على مقرهم الرئيسي في الأحياء الفقيرة، يقع في مجموعة الأحياء الفقيرة المسماة كومبليكسو دو أليماو، والتي استولت عليها الشرطة أخيرًا حوالي الساعة 10:00 صباحًا من يوم 28 نوفمبر.
بنهاية أعمال العنف العشوائية، قُتل أكثر من 40 شخصًا (جميعهم تقريبًا من المجرمين) في النزاع، وتم اعتقال أكثر من 200 شخص. على الرغم من انتهاء الهجمات لا تزال قوات الشرطة والجيش تحتل مجمع كومبليكسو دو أليماو، أكبر حي في مدينة ريو دي جانيرو.

## ما بعد الأزمة
بعد احتلال الجيش لمبليكسو دو أليماو وفيلا كروزيرو، توقفت الهجمات على المركبات وانتهت الأزمة. تمكنت الشرطة من القبض على حوالي 40 طنًا من الماريجوانا و250 كيلوغرامًا من الكوكايين إلى جانب العديد من المخدرات غير المشروعة الأخرى وعشرات الأسلحة بما في ذلك المسدسات والبنادق الهجومية والمتفجرات والمدافع الرشاشة ومئات الدراجات النارية المسروقة وأكثر من 30 سيارة مسروقة. تم إتلاف المخدرات بينما تم تكليف الشرطة بمهمة إعادة المركبات المسروقة إلى أصحابها الشرعيين. تفيد التقارير أن الخسائر التي تكبدها المجرمون تجاوزت 200 مليون ريال (حوالي 120 مليون دولار أمريكي)، باستثناء المنازل المصادرة التابعة لقادة الفصيل الرئيسيين، والمجهزة بالكامل بالعديد من العناصر الفاخرة بما في ذلك حمامات السباحة المتعددة والجاكوزي والأجهزة الإلكترونية عالية المستوى.
من خلال اتفاق بين حكومة الولاية والحكومة الفيدرالية، ستبقى القوات متمركزة في المنطقة المحتلة حتى يتم إنشاء قوة شرطة دائمة للحفاظ على الأمن. على الرغم من أن معظم المجرمين تمكنوا من الفرار، إلا أن وسائل الإعلام المحلية تعتبر العملية انتصارًا كبيرًا على الجريمة في ريو دي جانيرو ونقطة تحول في الحرب ضد تهريب المخدرات في البرازيل.